# Вибух в будівлі управління ФСБ Архангельська
31 жовтня 2018 року о 8:52 за місцевим часов 17-річний студент Архангельського політехнічного технікуму (раніше ДПТУ №25) Михайло Жлобицький увійшов до будівлі управління ФСБ в Архангельську і витяг з пакета саморобний вибуховий пристрій, який одразу вибухнув у нього в руках. Внаслідок вибуху сам Жлобицький загинув на місці, троє співробітників ФСБ РФ постраждали. На фотографіях з місця вибуху видно, що хол будівлі отримав значні пошкодження — зі стін було зірвано обшивку. Загиблий був прихильником ідеології анархо-комунізму, був зареєстрований у соціальній мережі ВКонтакте як «Сергій Нечаєв» (на честь російського нігіліста та революціонера ХІХ століття Сергія Нечаєва. Як пишуть у соцмережах, коли Жлобицький зайшов до будівлі, то спрацювали металодетектори, і це побачили силовики, відтак, аби не бути спійманим, він себе сам підірвав. Також місцеві ЗМІ кажуть, що підліток не мав чіткого плану дій.
Слідчі органи порушили кримінальну справу за статтею 205 КК РФ («Терористичний акт») та частини 1 статті 222 КК РФ («Незаконне зберігання, носіння, придбання вибухових речовин»). Розслідуванням займався центральний апарат Слідчого комітету РФ.